# Royal Rumble (1995)
Royal Rumble (1995) – 8. edycja gali wrestlingu Royal Rumble, która odbyła się 22 stycznia 1995 w USF Sun Dome w Tampie na Florydzie. Gala oferowała sześć walk – w tym jedną będącą dark matchem oraz sztandarową walkę tej gali, czyli Battle Royal Royal Rumble match, którego zwycięzcą został Shawn Michaels po wyeliminowaniu z ringu jako ostatniego The British Bulldoga. Shawn Michaels po raz pierwszy w historii Royal Rumble matchu był pierwszym wchodzącym do ringu zawodnikiem, który pozostał w ringu niewyeliminowanym wrestlerem i tym samym zwyciężył w turnieju, wygrywając walkę o WWF Championship na gali WrestleMania XI.
W pozostałych ważnych starciach podczas gali: 1) Jeff Jarrett pokonał Razor Ramona o tytuł WWF Intercontinental Championship; 2) Diesel obronił WWF Championship w starciu z Bretem Hartem – walka ta została ostatecznie przerwana i ogłoszono remis, po tym jak kilku innych wrestlerów interweniowało w pojedynku, a sędzia stracił kontrolę nad przebiegiem starcia. Podczas gali odbył się również finał turnieju tag teamowego o zawakowane mistrzostwo WWF Tag Team Championship, w którym zwyciężyli The 1–2–3 Kid i Bob Holly.

## Rezultaty
| Nr                                                                                    | Wyniki                                                                                         | Stypulacje                                                                                    | Czas  |
| ------------------------------------------------------------------------------------- | ---------------------------------------------------------------------------------------------- | --------------------------------------------------------------------------------------------- | ----- |
| 1D                                                                                    | Buck Quartermaine pokonał The Brooklyn Brawlera                                                | Singles match                                                                                 | ?     |
| 2                                                                                     | Jeff Jarrett (w/ The Roadie) pokonał Razor Ramona (c)                                          | Singles match o WWF Intercontinental Championship                                             | 18:06 |
| 3                                                                                     | The Undertaker (w/ Paul Bearer) pokonał Irwina R. Schystera (w/ Ted DiBiase Sr.)               | Singles match                                                                                 | 12:21 |
| 4                                                                                     | Walka Diesel (c) vs. Bret Hart zakończona została remisem                                      | Singles match o WWF Championship                                                              | 27:19 |
| 5                                                                                     | The 1–2–3 Kid i Bob Holly pokonali Bam Bam Bigelowa i Tatankę (w/ Ted DiBiase Sr.)             | Finał turnieju tag teamowego o zwakowane mistrzostwo WWF Tag Team Championship                | 15:32 |
| 6                                                                                     | Shawn Michaels zwyciężył w Royal Rumble matchu eliminując jako ostatniego The British Bulldoga | 30-osobowy Royal Rumble match na walkę o mistrzostwo WWF Championship na gali WrestleMania XI | 38:41 |
| (c) – mistrz/mistrzyni przed walkąD – walka była dark matchem (nietransmitowana w TV) |                                                                                                |                                                                                               |       |

### Turniej o zwakowany tytuł WWF Tag Team Championship
Walki w turnieju miały miejsce od grudnia 1994 do 22 stycznia 1995. 
|  |                                                         |                                                    |                           |                           |       |           |           |           |  |  |       |       |       |
|  | Ćwierćfinały                                            | Ćwierćfinały                                       | Ćwierćfinały              |                           |       | Półfinały | Półfinały | Półfinały |  |  | Finał | Finał | Finał |
|  | Ćwierćfinały                                            | Ćwierćfinały                                       | Ćwierćfinały              |                           |       | Półfinały | Półfinały | Półfinały |  |  | Finał | Finał | Finał |
|  |                                                         |                                                    |                           |                           |       |           |           |           |  |  |       |       |       |
|  |                                                         |                                                    |                           |                           |       |           |           |           |  |  |       |       |       |
|  | Bam Bam Bigelow i Tatanka                               | Bam Bam Bigelow i Tatanka                          | Pin                       |                           |       |           |           |           |  |  |       |       |       |
|  | Bam Bam Bigelow i Tatanka                               | Bam Bam Bigelow i Tatanka                          | Pin                       |                           |       |           |           |           |  |  |       |       |       |
|  | Men on a Mission (Mabel i Mo)                           |                                                    |                           |                           |       |           |           |           |  |  |       |       |       |
|  |                                                         |                                                    | Bam Bam Bigelow i Tatanka | Bam Bam Bigelow i Tatanka | Pin   |           |           |           |  |  |       |       |       |
|  |                                                         |                                                    |                           | Bam Bam Bigelow i Tatanka | Pin   |           |           |           |  |  |       |       |       |
|  |                                                         |                                                    | The Headshrinkers         |                           |       |           |           |           |  |  |       |       |       |
|  | The Headshrinkers (Fatu i Sione)                        | The Headshrinkers (Fatu i Sione)                   | Pin                       |                           |       |           |           |           |  |  |       |       |       |
|  | The Headshrinkers (Fatu i Sione)                        | The Headshrinkers (Fatu i Sione)                   | Pin                       |                           |       |           |           |           |  |  |       |       |       |
|  | Owen Hart i Jim Neidhart                                |                                                    |                           |                           |       |           |           |           |  |  |       |       |       |
|  |                                                         |                                                    | Bam Bam Bigelow i Tatanka | Bam Bam Bigelow i Tatanka | 15:32 |           |           |           |  |  |       |       |       |
|  |                                                         |                                                    |                           |                           |       |           |           |           |  |  |       |       |       |
|  |                                                         |                                                    | The 1–2–3 Kid i Bob Holly | The 1–2–3 Kid i Bob Holly | Pin   |           |           |           |  |  |       |       |       |
|  | The Heavenly Bodies (Jimmy Del Ray i Tom Prichard)      | The Heavenly Bodies (Jimmy Del Ray i Tom Prichard) | The 1–2–3 Kid i Bob Holly | The 1–2–3 Kid i Bob Holly | Pin   | Pin       |           |           |  |  |       |       |       |
|  | The Heavenly Bodies (Jimmy Del Ray i Tom Prichard)      | The Heavenly Bodies (Jimmy Del Ray i Tom Prichard) |                           |                           |       |           |           |           |  |  |       |       |       |
|  | The Bushwhackers (Bushwhacker Butch i Bushwhacker Luke) |                                                    |                           |                           |       |           |           |           |  |  |       |       |       |
|  |                                                         |                                                    | The Heavenly Bodies       |                           |       |           |           |           |  |  |       |       |       |
|  |                                                         |                                                    |                           |                           |       |           |           |           |  |  |       |       |       |
|  |                                                         |                                                    | The 1–2–3 Kid i Bob Holly | The 1–2–3 Kid i Bob Holly | Pin   |           |           |           |  |  |       |       |       |
|  | The 1–2–3 Kid i Bob Holly                               | The 1–2–3 Kid i Bob Holly                          | The 1–2–3 Kid i Bob Holly | The 1–2–3 Kid i Bob Holly | Pin   | Pin       |           |           |  |  |       |       |       |
|  | The 1–2–3 Kid i Bob Holly                               | The 1–2–3 Kid i Bob Holly                          |                           |                           |       |           |           |           |  |  |       |       |       |
|  | Well Dunn (Steven Dunn i Timothy Well)                  |                                                    |                           |                           |       |           |           |           |  |  |       |       |       |
|  |                                                         |                                                    |                           |                           |       |           |           |           |  |  |       |       |       |

### Royal Rumble match
Nowy zawodnik wchodził do ringu co ok. 1 minutę. 
| Wchodzący jako | Wrestler            | Wyeliminowany jako | Wyeliminowany przez    | Czas w ringu | Liczba wyeliminowanych przeciwników |
| -------------- | ------------------- | ------------------ | ---------------------- | ------------ | ----------------------------------- |
| 1              | Shawn Michaels      | -                  | Zwycięzca              | 38:41        | 8                                   |
| 2              | The British Bulldog | 29                 | Shawn Michaels         | 38:41        | 4                                   |
| 3              | Eli Blu             | 9                  | Sione                  | 09:56        | 1                                   |
| 4              | Duke Droese         | 3                  | Shawn Michaels         | 08:13        | 0                                   |
| 5              | Jimmy Del Ray       | 1                  | The British Bulldog    | 01:25        | 0                                   |
| 6              | Sione               | 10                 | Eli Blu                | 06:55        | 3                                   |
| 7              | Tom Prichard        | 6                  | Shawn Michaels         | 05:30        | 0                                   |
| 8              | Doink the Clown     | 7                  | Kwang                  | 04:50        | 0                                   |
| 9              | Kwang               | 8                  | Sione                  | 04:01        | 1                                   |
| 10             | Rick Martel         | 5                  | Sione                  | 02:29        | 0                                   |
| 11             | Owen Hart           | 2                  | The British Bulldog    | 00:03        | 0                                   |
| 12             | Timothy Well        | 4                  | The British Bulldog    | 00:23        | 0                                   |
| 13             | Bushwhacker Luke    | 11                 | Shawn Michaels         | 00:12        | 0                                   |
| 14             | Jacob Blu           | 12                 | Shawn Michaels         | 00:17        | 0                                   |
| 15             | King Kong Bundy     | 14                 | Mabel                  | 03:00        | 1                                   |
| 16             | Mo                  | 13                 | King Kong Bundy        | 00:03        | 0                                   |
| 17             | Mabel               | 16                 | Lex Luger              | 01:58        | 1                                   |
| 18             | Bushwhacker Butch   | 15                 | Shawn Michaels         | 00:19        | 0                                   |
| 19             | Lex Luger           | 27                 | Crush i Shawn Michaels | 18:51        | 4                                   |
| 20             | Mantaur             | 18                 | Lex Luger              | 09:33        | 0                                   |
| 21             | Aldo Montoya        | 23                 | Shawn Michaels         | 13:21        | 1                                   |
| 22             | Henry O. Godwinn    | 26                 | Lex Luger              | 14:40        | 1                                   |
| 23             | Billy Gunn          | 20                 | Crush i Dick Murdoch   | 07:25        | 0                                   |
| 24             | Bart Gunn           | 19                 | Crush i Dick Murdoch   | 06:19        | 0                                   |
| 25             | Bob Backlund        | 17                 | Lex Luger              | 00:16        | 0                                   |
| 26             | Steven Dunn         | 21                 | Aldo Montoya           | 04:29        | 0                                   |
| 27             | Dick Murdoch        | 25                 | Henry O. Godwinn       | 05:08        | 2                                   |
| 28             | Adam Bomb           | 22                 | Crush                  | 05:20        | 0                                   |
| 29             | Fatu                | 24                 | Crush                  | 05:32        | 0                                   |
| 30             | Crush               | 28                 | The British Bulldog    | 08:51        | 5                                   |

#### Statystyki i ciekawostki Royal Rumble matchu
- Największa liczba wyeliminowanych wrestlerów: Shawn Michaels – 8.
- Owen Hart został zaatakowany przez Breta Harta podczas jego wejścia do ringu.
- Najdłuższy czas przebywania w ringu: Shawn Michaels i The British Bulldog – 39 minut i 41 sekund.
- Najkrótszy czas przebywania w ringu: Owen Hart – 3 sekundy.
- Rick Martel wziął udział w swoim siódmym Royal Rumble matchu bijąc w ten sposób rekord Tito Santany.
- Był to również jedyny w historii Royal Rumble match, w którym nowi zawodnicy wchodzili co ok. 1 minutę do ringu - w kolejnych latach WWF powróciło do tradycyjnych dwóch minut, a następnie do 90 sekund dla nowych zawodników wchodzących do ringu. Przez zmniejszenie interwału czasowego dla nowych wrestlerów wchodzących do ringu – Royal Rumble match z 1995 roku jest najszybciej rozegraną walką tego typu przy co najmniej 30 zawodnikach - czas walki w Royal Rumble matchu wyniósł 38 minut i 41 sekund[6].
- Była to pierwsza gala Royal Rumble, w której pierwszy wchodzący do ringu wrestler wygrał Royal Rumble match – wyczyn ten powtórzył dopiero Chris Benoit w 2004 roku.
- Po raz pierwszy wprowadzono zasadę, że eliminacja następuje dopiero po dotknięciu przez wrestlera ziemi obiema stopami. To pozwoliło Shawnowi Michaelsowi pozostać w walce, po tym jak dotknął podłoża tylko jedną nogą po wyrzuceniu go za górną linę ringu przez The British Bulldoga.
- Shawn Michaels zmierzył się z Dieselem na Wrestlemanii XI o WWF Championship.

#### Ciekawostki całej gali
- Pamela Anderson była gościem w kilku zakulisowych segmentach podczas gali, oraz zasiadła obok komentatorów podczas Royal Rumble matchu jako specjalny gość-widz - była również eskortą zwycięzcy tego typu walki (Shawna Michaelsa)[7].